# EuropaCorp
EuropaCorp von 1992 bis 2000 Leeloo Productions genannt ist eine französische Filmproduktions- und Filmverleihgesellschaft, die durch Luc Besson und Pierre-Ange Le Pogam gegründet wurde. Das Unternehmen ist im französischen CAC Small gelistet.

## Geschichte
1985 arbeiteten Luc Besson und Pierre-Ange Le Pogam zum ersten Mal gemeinsam an dem Film Subway, bei dem Luc Besson Regie führte. Pierre-Ange Le Pogam war damals Vertriebsleiter bei Gaumont. Ihre Zusammenarbeit setzte sich bis 1999 fort, wobei jeder der von Luc Besson inszenierten Filme große Erfolge in den französischen Kinos feierte. Pierre-Ange Le Pogam baute seinerseits Gaumonts Abteilung für internationale Verkäufe aus, indem er neue Werbemethoden vorschlug.
Am 27. November 2000 schlossen sich die beiden zusammen und gründeten EuropaCorp. Dieses Unternehmen sollte ursprünglich die Produktionsfirmen ARP Sélection und Leeloo Productions zusammenführen, wurde aber nur die Fortsetzung der 1992 von Luc Besson gegründeten Leeloo Productions.
Im Jahr 2000 änderte Leeloo Productions ihren Namen in EuropaCorp.
Im Juli 2007 erfolgte der Börsengang von EuropaCorp an der Eurolist der Euronext zu einem Preis von 15,50 Euro je Aktie.
Im Mai 2008 wählte der CSA die Bewerbung von EuropaCorp TV nach einer Ausschreibung für die Zuweisung eines Kanals für mobiles Personalfernsehen (TMP) aus.
Nach den verlustreichen Geschäftsjahren 2009 bis 2011 wird beschlossen, die Animationsfilmproduktion, die Werbefilmproduktion, den Literaturverlag und die japanische Filiale aufzugeben. Außerdem steigen Anfang 2013 die Habert Dassault Finances Group und die BPCE ein, wodurch sich der Anteil von Luc Besson verringert. Der Werbefachmann Christophe Lambert beschließt außerdem, keinen Film mehr zu starten, wenn er nicht zu 80 % vorverkauft ist (international oder an Fernsehsender), ein Geschäft mit Fernsehserien aufzubauen, deren Einnahmen wiederkehrend und sicherer sind (dank EuropaCorp Télévision), und schließlich die gesamte Kette eines Films zu beherrschen, vom weißen Blatt Papier bis zum Kinosaal.
Im Februar 2014 erklärte sich das chinesische Unternehmen Fundamental Films mit Sitz in Shanghai bereit, 15 Filme von EuropaCorp in China zu vertreiben und im Gegenzug die Koproduktion von drei Filmen zu übernehmen.
Im März 2014 haben Europacorp und das Hollywood-Studio Relativity Media (Koproduzent erfolgreicher Filme wie The Social Network oder Fast and Furious 6) die Gründung eines Joint Ventures für den Vertrieb von Filmen auf dem US-amerikanischen Markt beschlossen. Diese Entscheidung folgt auf die gute Zusammenarbeit der beiden Unternehmen bei zwei Koproduktionen (Malavita und 3 Days to Kill). Das neue Unternehmen wird gemeinsam von Tucker Tooley (Präsident von Relativity) und Christophe Lambert (Generaldirektor von EuropaCorp) geleitet.
Am 16. Mai 2014 kündigte Luc Besson in Cannes an, dass er über einen Zeitraum von fünf Jahren 450 Millionen US-Dollar von JPMorgan Chase, SunTrust Banks und OneWest Bank aufbringen werde, um internationale Produktionen zu entwickeln.
Am 30. September 2016 gab EuropaCorp bekannt, dass es exklusive Gespräche mit der Kinogruppe Gaumont Pathé über den Verkauf seines Kinogeschäfts, bestehend aus dem Multiplexkino Aéroville in Tremblay-en-France und dem geplanten Multiplexkino La Joliette in Marseille, aufgenommen habe. Der Vertrag wurde am 16. Dezember 2016 zu einem Preis von 21 Millionen Euro abgeschlossen. Damit konzentriert sich EuropaCorp wieder auf sein Kerngeschäft, die Produktion und den weltweiten Vertrieb von Filmen und Serien.
Im Mai 2019 verhängte das Handelsgericht Bobigny angesichts der finanziellen Lage von EuropaCorp nach dem kommerziellen Misserfolg des Films Valerian – Die Stadt der tausend Planeten ein Schutzschirmverfahren.
Am 29. Mai 2019 gibt die Geschäftsleitung von EuropaCorp bekannt, dass die Gläubiger des Unternehmens mit der Pathé-Gruppe über eine mögliche Übernahme verhandeln. Die Gläubiger von EuropaCorp lehnen jedoch das Angebot des Unternehmens von Jérôme Seydoux ab.
Am 29. Februar 2020 wurde offiziell bekannt gegeben, dass EuropaCorp von der amerikanischen Firma Vine Alternative Investments übernommen wurde. Luc Besson scheidet aus der Geschäftsführung von EuropaCorp aus, bleibt aber für weitere fünf Jahre künstlerischer Leiter. Im August 2020 wurde Axel Duroux vom Verwaltungsrat zum Generaldirektor des Unternehmens ernannt.

## Organisation der Gesellschaft
Die Gruppe ist in neun Bereiche unterteilt:
- EuropaCorp Distribution: Vermarktung von Kinoproduktionen in Frankreich. In Hinblick auf eine optimale Verbreitung hat sich EuropaCorp mit 20th Century Fox und Pathé (FPE – Fox Pathé EuropaCorp) in einer GIE (wirtschaftliche Interessenvereinigung, französische Personengesellschaft) verbunden.
- EuropaCorp Diffusion: Veröffentlichung und Verbreitung von Videos in Frankreich
- EuropaCorp Music Publishing: Filmmusikverlag
- Dog Productions: Herstellung von Werbefilmen
- Intervista: Verlagshaus für Druckmedien
- Ydeo: Marketingberatung
- Roissy Films: Katalog audiovisuellen Rechte
- Septième Choc: Comicverlag
- EuropaCorp Japan: Verbreitung der Filme in Japan durch ein Joint Venture mit Kadokawa, Sumitomo, Asmik und Cinema Gate/Mitsubishi.

## Aktionäre
| Name                         | Aktien     | %      |
| ---------------------------- | ---------- | ------ |
| Vine Alternative Investments | 73 444 492 | 59,9 % |
| Luc Besson                   | 15 600 226 | 12,7 % |
| Fundamental Films            | 11 428 572 | 9,32 % |
| Falcon Investment            | 7 680 230  | 6,26 % |